# Eustache de Lattre
Eustache de Lattre, chevalier, seigneur d'Escury, mort le 14 juin 1420, à Sens, est un homme politique français sous Charles VI de France. Il était un des principaux partisans des Bourguignons.

## Biographie
En 1395, Eustache de Lattre est avocat au parlement, puis conseiller au Châtelet, et maître des requêtes de l'hôtel du roi en 1399. Réformateur général du royaume, il est pourvu de la charge de premier président de la chambre des comptes à Paris en 1409, après la disgrâce de Jean de Montaigu, archevêque de Sens.
Il est nommé chancelier de France le 14 juin 1413, et étant l'un des principaux auteurs de l'ordonnance cabochienne, il est destitué par les Armagnacs début août. Il fait partie de la liste des bannis du 14 juin 1414, dont figurent Pierre Cauchon et Baude des Bordes. Il se réfugie chez Jean sans Peur qui l'envoie en mission à Paris avec Jean de Toulongeon, fin 1415. Ils sont mis en garde à vue, puis relâchés le 18 janvier.
De Lattre est rétabli chancelier de France après l'entrée des Bourguignons dans Paris et l'assassinat de Henri de Marle, le 12 juin 1418. Il se rend à Rouen. Il est également chancelier de la reine Isabeau de Bavière.
Veuf, il se fait clerc. Chanoine et sous-chantre, il est élu comte et évêque de Beauvais le 16 février 1420, mais il n'en prend pas possession, il meurt de la peste le vendredi 14 juin, au diocèse de Sens, où il se trouvait avec le roi.

## Famille
En 1395, Eustache de Lattre est marié avec Marie, cousine d'Arnaud de Corbie, (ou Colette).
En second mariage, il épouse Marguerite de Thumery, fille héritière de Gaucher, seigneur de Thumery et d'Escury (aujourd'hui hameau d'Écuiry), d'où sont nés :
- Marie, mariée à Jean Bonnet
- Arnaud (encore mineur en 1432)

Collatéraux :
Alix, mariée à Robert Lhuillier, d'où naîtront Jean et Guion.

## Testament
Sa nièce Juliette hérite de cinq cents francs, et il récompense ses serviteurs et exécuteurs testamentaires, Jean Lhuillier, Guion Lhuillier et Gilles de Moulins, ses neveux.

## Armoiries
Il portait : « d'or à la bande en-cléchée (ou engrêlée) de gueule ».